# Mohammed Ben Brahim
El Houari Mohammed Ben Brahim Assarraj (1897 — 1955) fi um poeta marroquino que é conhecido como o "poeta de Marraquexe" da primeira metadde do século XX. Escreveu poemas dedicados tanto ao rei Mohammed V como ao seu oponente político Thami El Glaoui.
Segundo o seu biógrafo Omar Mounir, ele foi «considerado um nacionalista pelos franceses, um traidor pelos nacionalistas (...) e um vadio pelos ulemás.» Nasceu numa família modesta, originária do Suz, da tribo Hawara. Estudou na universidade Ibn Yousouf em Marraquexe e na Al Karaouine de Fez. Foi docente universitário durante um curto período e depois foi jornalista.
Muitos dos poemas de de Ben Brahim foram musicados e ainda são populares atualmente.